# Mediodactylus narynensis
Espèce
Synonymes
- Cyrtopodion narynensis Eremchenko, Zarinenko & Panfilow 1999
- Mediodactylus narynense (Eremchenko, Zarinenko & Panfilow 1999)

Mediodactylus narynensis est une espèce de geckos de la famille des Gekkonidae.

## Systématique
L'espèce Mediodactylus narynensis a été décrite pour la première fois en 1999 par Valery Konstantinovich Eremchenko (d)  (1949–2014), E. I. Zarinenko (d) et Alexander M. Panfilov (d) sous le protonyme de Cyrtopodion narynensis.

## Répartition
Cette espèce est endémique du Kirghizistan.

## Étymologie
Son nom d'espèce, composé de naryn et du suffixe latin -ensis, « qui vit dans, qui habite », lui a été donné en référence au lieu de sa découverte, Naryn.

## Publication originale
- (ru) Jerjomtschenko, Zarinenko & Panfilow, 1999 : « Wnutriwodowye otnoschenila Cyrtopodion russowii (Strauch) i taksonomitscheskoe poloshenie pupulijazii Tjan-Schanja (Sauria: Gekkonidae) ». Iswatjia NAN KR, Bischkek, vol. 1999, no 3/4, p. 48-55.